# 団鬼六 縄化粧
『団鬼六 縄化粧』（だんおにろく なわげしょう）は、1978年12月2日に公開された日本映画。主演は谷ナオミ。監督は、西村昭五郎。

## 概要
夫との性生活に不満気味な主婦が、画家を夫に持つ友人女性の夫婦の営みを垣間見て、新たな性の世界を知るというエロス映画。
作中では、縄による緊縛プレイや犬に扮したペットプレイなどのSMプレイを扱っている。SM映画の多くは監禁誘拐をともなったり、プレイであっても何らかの強制や威圧がともなう物語が多いが、本作は日常生活の中で双方合意の、純粋な趣味としてのSMを描いた異色作である。

## ストーリー
平凡な主婦・石野加奈子は、画家を夫に持つ友人・滝田友江からある日案内状が届き、数日後絵画展に訪れて久しぶりに彼女と再会する。加奈子は、友江から見せたいものがあると自宅に遊びに来るよう誘われ、後日滝田家に訪れて彼女から夫・伊作を紹介される。しかし友江が言っていた見せたいものとはなんとSMプレイで、半裸の友江が伊作に縄で縛られるのを見せられた加奈子は初めて見る行為にあ然とする。
SMに興味を持った加奈子は真面目だけが取り柄の夫・英一郎を連れて、数日後滝田家を訪れると今度は伊作が飼い主、友江が犬に扮したプレイを始める。興奮冷めやらぬまま帰宅した石野夫妻は、その夜2人で滝田夫妻をマネて飼い主と犬に扮してプレイを行い新たな夜の営みを見出す。SMに目覚めた石野夫妻は再び滝田家に訪れ、皆で下着姿になって夜通しでSMプレイの悦楽に溺れる。

## キャスト
石野加奈子
演 - 谷ナオミ
結婚生活5年目で団地暮らしの専業主婦。今のところ子供がいないということもあり英一郎が会社に行った後は、暇を持て余している。英一郎のことを愛しているが、夫が夜の営みに新婚当時より消極的(いわゆるセックスレス気味の状態)になっているのでやや不満を感じている。
滝田友江
演 - 中島葵
加奈子の友人。伊作が描くSM風の絵やSMプレイそのものについて理解を示し、絵のモデルになるなど協力している。以前から夫婦でSMプレイをしており、犬に扮する時は、首輪をしている間は犬の動きを真似し、人間の言葉を話さないなど徹底している。
石野英一郎
演 - 山田克朗
加奈子の夫。一応東大卒のエリートだが会社では次長になったばかり。真面目な性格で、仕事に重きを置いて生活している。しかしある日加奈子に連れられて滝田家のSMプレイを目の当たりにして、眠っていた自身の中の欲求が目を覚ます。
滝田伊作
演 - 高橋明
友江の夫。画家。以前絵の題材に行き詰まった所、SM風の絵を描くことでスランプから脱却。友江とするSMについて「夫婦生活のバリエーションの一つ」という持論を持つ。自宅でジャーマン・シェパード・ドッグらしき雄犬を飼っている。
滝田の助手（ゆめこ）
演 - 日夏たより
美大生で伊作の弟子。SMプレイ時に伊作の指示で色々と準備などを手伝う。また友江が犬に扮するプレイ時には、自身のベルトをムチ代わりに用いて床を叩いて命令し雰囲気を盛り上げる。

## スタッフ
- 監督 - 西村昭五郎
- 脚本 - いどあきお
- 原作 - 団鬼六「肉体の賭け」[1]。
- 製作 - 結城良煕
- 撮影 - 前田米造
- 美術 - 徳田博
- 照明 - 熊谷秀夫
- 編集 - 西村豊治
- 助監督 - 伊藤秀裕